# Annemieke van de Ven
A.J.M.H. (Annemieke) van de Ven (Zijtaart, 1958) is een Nederlandse bestuurster en CDA-politica. Sinds 10 december 2019 is zij burgemeester van Reusel-De Mierden.

## Biografie
Van de Ven is geboren in Zijtaart en verhuisde op haar vierde naar Veghel. Haar ouders deden in fruit en groenten en stonden op de markt. Ze ging naar het Zwijsen College Veghel en heeft een tijd op het kantoor gewerkt van de CHV. 
Van de Ven kwam in 1998 in de gemeenteraad van Veghel terecht. Ze was er van 2006 tot 2008 wethouder maatschappelijke ondersteuning, gezondheidszorg en welzijn en van 2010 tot 1 januari 2017 wethouder openbare ruimte, wijkbeheer, coördinatie wijk-/dorpsraden, milieu, afvalstoffen, vastgoed, nutsvoorzieningen, natuur, water, recreatie en toerisme. Deze gemeente is per 1 januari 2017 opgegaan in Meierijstad. Van 1 januari 2017 tot 2018 was zij wethouder van Oss als opvolger van René Peters wegens de verkiezingscampagne van het CDA voor de Tweede Kamerverkiezingen 2017.
Van de Ven was manager thuiszorg bij Pantein. Daarnaast is zij vicevoorzitter van de Raad van Toezicht van Farent in 's-Hertogenbosch en was zij professioneel coach vanuit haar eigen V coaching - bestuur. Ook is zij voorzitter van de Nationale Vereniging de Zonnebloem afdeling De Leijgraaf, voorzitter van Stichting FreeKenya en was zij voorzitter ad interim van het CDA afdeling Oss.
Op 29 oktober 2019 werd Van de Ven door de gemeenteraad van Reusel-De Mierden voorgedragen als nieuwe burgemeester. Op 29 november 2019 werd bekendgemaakt dat de minister van Binnenlandse Zaken en Koninkrijksrelaties de voordracht heeft overgenomen en haar bij koninklijk besluit laat benoemen met ingang van 10 december 2019.
Van de Ven heeft drie kinderen en was tot haar burgemeesterschap woonachtig in Veghel.